# Zelinskiy (cráter)

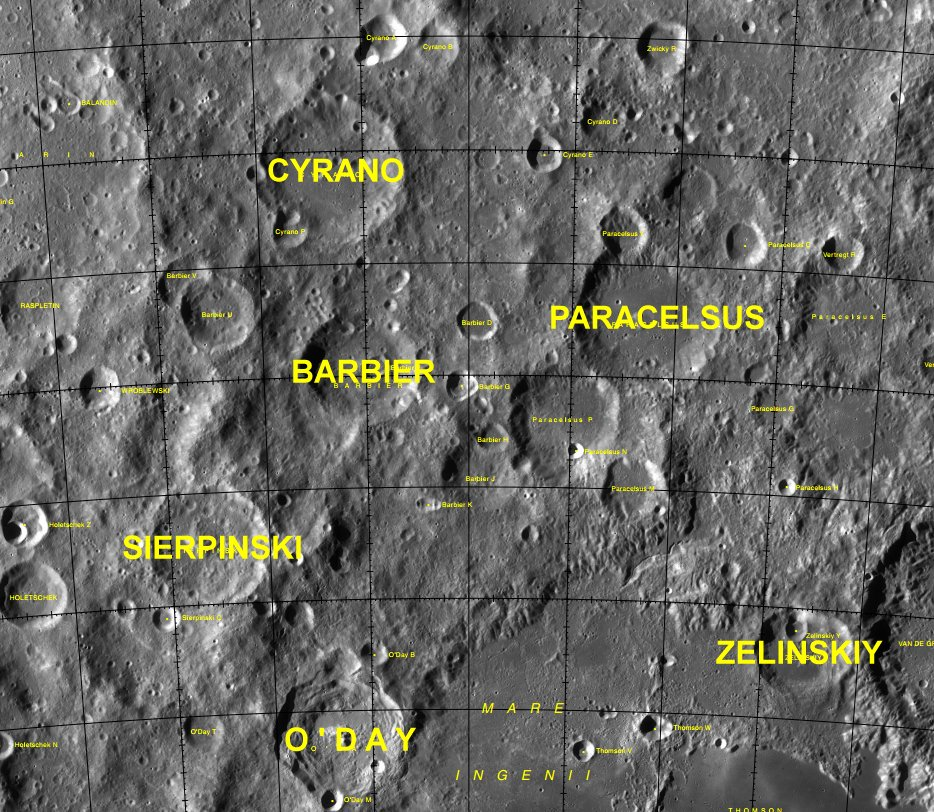
Entorno de Zelinskiy (situado en la esquina inferior derecha de la imagen)

Zelinskiy es un cráter de impacto perteneciente a la cara oculta de la Luna. Se encuentra ubicado en el borde norte del Mare Ingenii, con el cráter de forma extraña Van de Graaff en el borde este y el cráter inundado de lava Thomson a menos de un diámetro hacia el sur.
Este cráter es algo elíptico, con un borde abombado hacia el este. Muchas partes del brocal no han sido erosionadas significativamente por sucesivos impactos, aunque un pequeño cráter yace sobre la pared interior en el extremo norte del suelo interior. El suelo está relativamente nivelado en el sur y el oeste, con algunas irregularidades en la superficie hacia el noreste.

## Cráteres satélite
Por convención estos elementos son identificados en los mapas lunares poniendo la letra en el lado del punto medio del cráter que está más cercano a Zelinskiy.
|           | \| Zelinskiy \| Coordenadas \| Diámetro \| \| --------- \| ------------------------------- \| -------- \| \| Y \| 28°30′S 166°36′E / -28.5, 166.6 \| 13 km \| |          |
| Zelinskiy | Coordenadas | Diámetro |
| Y         | 28°30′S 166°36′E / -28.5, 166.6 | 13 km    |